# Władysław Kraiński
Władysław Marian Walenty Kraiński (ur. 15 sierpnia 1841 w Woli Sękowej, zm. 2 grudnia 1926 w Niebocku) – polski ziemianin, polityk i poseł na galicyjski Sejm Krajowy i do austriackiej Rady Państwa.

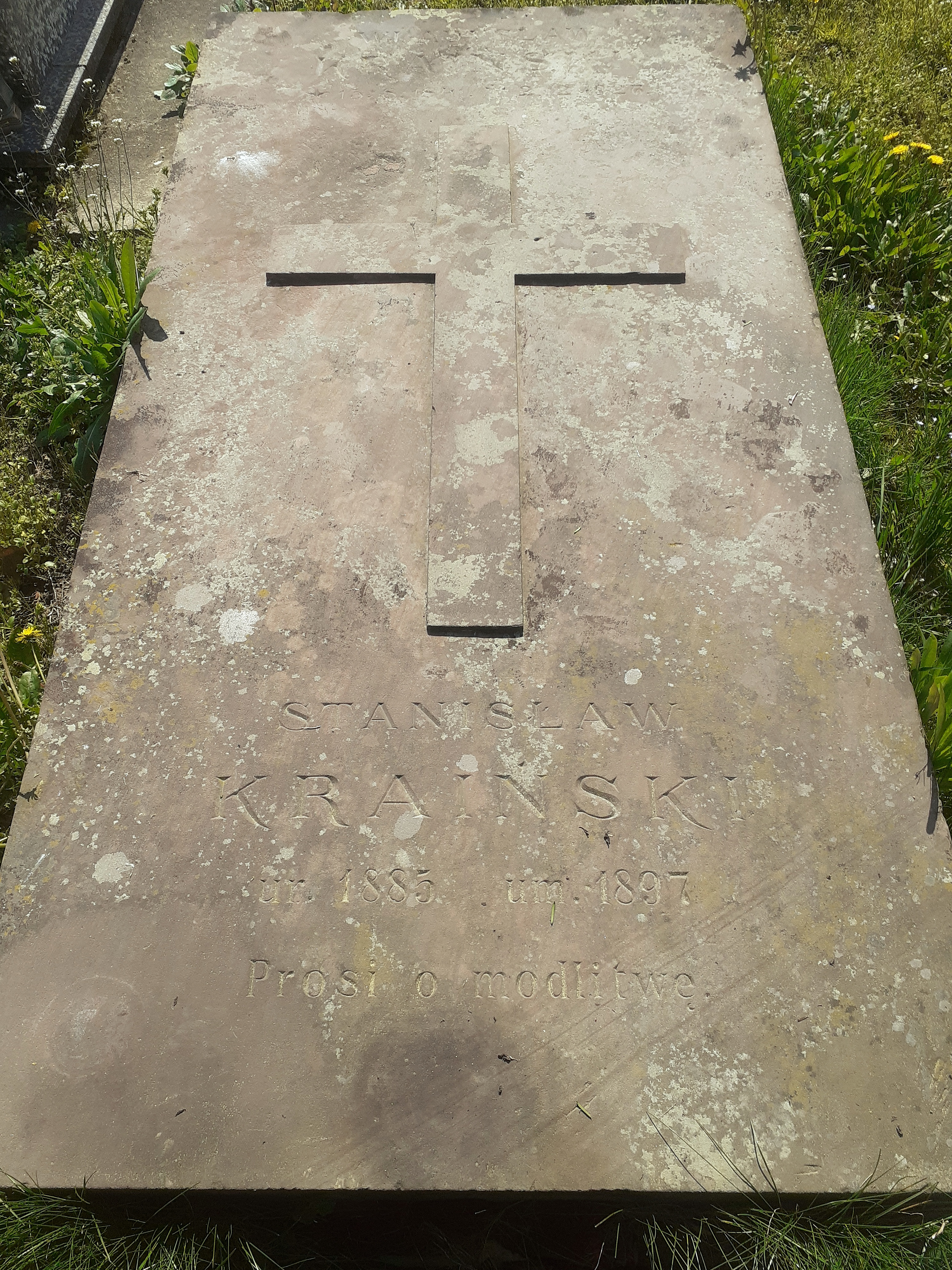
Grobowiec Władysława i Stanisława Kraińskich

## Życiorys
Uczył się w gimnazjach w Przemyślu (1851–1855) i Lwowie (1855–1859). Ukończył studia prawnicze na Uniwersytecie Franciszkańskim we Lwowie (1859–1863), uzyskując stopień doktora prawa w 1864. Był właścicielem majątku Jabłonka. Członek i działacz Galicyjskiego Towarzystwa Gospodarskiego, członek jego Komitetu (30 czerwca 1900 - 10 czerwca 1906). Pełnił funkcję prezesa dyrekcji Galicyjskiego Towarzystwa Kredytowego Ziemskiego.
Pełnił mandat posła Rady Państwa kadencji VIII (1891-1897) oraz do Sejmu Krajowego Galicji: kadencji VII (1899-1901, wybrany w miejsce zmarłego Stefana Zamoyskiego, 1901-1907) i VIII (1901-1907). W 1902 został dożywotnim członkiem Izby Panów w Wiedniu.
W 1898 został odznaczony Krzyżem Komandorskim z Gwiazdą Orderu Franciszka Józefa, a w 1908 Krzyżem Wielkim tego orderu.
Jego żoną była Maria z domu Trzecieska (1853-1932), a ich dziećmi byli Antoni (1883-1975), żonaty z Zofią z Włodków (1890-1961) oraz Zofia, zamężna z Aleksandrem Fedorowiczem, matka Tadeusza Fedorowicza.
Został pochowany na cmentarzu w Dydni przy tamtejszym kościele (w tym samym miejscu spoczął Stanisław Kraiński żyjący w latach 1885-1897).